# Traiba
Traiba (árabe اترايبة) es una localidad y comuna rural de la provincia de Taza, en la región de Fez-Mequinez. Según el censo de 2014, tenía una población total de 6.672 personas.